# 比佛利郡
比佛利郡（英語：Shire of Beverley）是澳大利亞西澳的一個地方政府 ，位於府城伯斯之東南130公里處，轄境有2,372平方公里；2006年，居民有1,562人。

## 議會
議會有議席9座，分由3個選區，各選出3位議員。

## 外部連結
- 比佛利郡官方網站 （页面存档备份，存于）